# Miguel Hidalgo y Costilla, Chiapas
Miguel Hidalgo y Costilla är en ort i Mexiko.   Den ligger i kommunen Tecpatán och delstaten Chiapas, i den sydöstra delen av landet, 600 km öster om huvudstaden Mexico City. Miguel Hidalgo y Costilla ligger 334 meter över havet och antalet invånare är 837.
Terrängen runt Miguel Hidalgo y Costilla är kuperad. Runt Miguel Hidalgo y Costilla är det ganska glesbefolkat, med 42 invånare per kvadratkilometer. Närmaste större samhälle är Raudales Malpaso, 18,9 km sydväst om Miguel Hidalgo y Costilla. I omgivningarna runt Miguel Hidalgo y Costilla växer huvudsakligen savannskog.